# Медзолдо
Медзо̀лдо (на италиански: Mezzoldo; на ломбардски: Mezold, Медзолд) е село и община в Северна Италия, провинция Бергамо, регион Ломбардия. Разположено е на 835 m надморска височина. Населението на общината е 161 души (към 2017 г.).